# Jacques Ferron
Jacques Ferron (ur. 20 stycznia 1921 w Louiseville, zm. 22 kwietnia 1985 w Saint-Lambert (Montérégie)) – kanadyjski lekarz, pisarz i eseista.

## Życiorys
W latach 40. publikował artykuły prasowe wyrażające sprzeciw wobec reżimu Maurice’a Duplessisa, będąc rzecznikiem zasad humanistycznych i socjalistycznych, w 1958 kandydował do wyborów federalnych z ramienia Federacji Wspólnot Spółdzielczych. W 1963 wraz z przyjaciółmi założył Partię Nosorożców, posługującą się ironią jako głównym orężem. W prozie przedstawiał sytuację społeczną i polityczną Quebecu. Wprowadzał do realistycznego opisu elementy fantastyki i alegorii – powieści: La nuit (1965), nowsza wersja Konfitury z pigwy (1972, wyd. pol. w „Literaturze na Świecie” 1984 nr 7), Le Saint-Elias (1972). Pisał też dramaty oparte na motywach historycznych – Grands Soleils (1958) i La tête du roi (1963). Otrzymał kilka nagród literackich.